# Littérature numérique
La littérature numérique, aussi appelée « littérature électronique » ou « littérature informatique », englobe différentes formes littéraires influencées par la technologie et la culture numérique : la littérature produite par des machines génératives ou des ordinateurs, la littérature produite sur le web (la cyberlittérature ou la littérature hypertextuelle) ou sur des applications, la littérature qui circule via différents formats de livre numérique, etc.

## Description
Le développement de la littérature numérique engendre un changement de perception quant au statut de la littérature à l'époque du numérique. La littérature numérique comprend aussi les productions littéraires circulant sous forme de livres physiques, pour autant qu'ils entretiennent des liens ou des interactions avec la culture numérique.
La littérature numérique est alors le produit de l'ensemble des changements provoqués par la culture numérique sur la littérature. Engendrée par l'apparition, le développement et la diffusion de plus en plus globale de l'ordinateur, des technologies numériques, d'Internet et du web, la littérature numérique s'inscrit dans le domaine de recherche des humanités numériques.

## Définitions

### Une littérature utilisant les outils informatiques
Pour Philippe Bootz, la littérature numérique est « toute forme narrative ou poétique qui utilise le dispositif informatique comme médium et met en œuvre une ou plusieurs propriétés spécifiques à ce médium ».
Cette définition est semblable à celle de la littérature électronique proposée par l'Electronic Literature Organization. La littérature électronique regrouperait les œuvres présentant d'importantes qualités littéraires qui tireraient parti des capacités et du contexte fourni par l'ordinateur, qu'il soit ou non connecté à un réseau.
Katherine Hayles précise que la littérature électronique exclut généralement les productions imprimées, qui sont ensuite numérisées. Selon elle, la littérature électronique serait créée sur ordinateur pour être aussi lue sur un écran. Hybride par nature, la littérature électronique serait construite à partir de diverses traditions (films, jeux vidéo. art visuel, etc.). Parce qu'elle est rapidement devenue une pratique multimodale, la littérature électronique force les auteurs et les lecteurs à mobiliser des connaissances ou des compétences provenant de divers domaines pour comprendre toutes les stratégies d'écriture et le véritable potentiel de la littérature numérique.
Une définition de Floriane Philippe place la littérarité au cœur de la définition de la littérature numérique. Pour elle, il s'agirait d' « un objet littéraire utilisant comme moyen de production les spécificités techniques liées à l'informatique ».
Selon Serge Bouchardon, la littérature numérique regroupe « l'ensemble des créations qui mettent en tension littérarité et spécificités du support numérique ».
Axées sur les outils nécessaires à la production ou à la diffusion de la littérature numérique, ces définitions se concentrent sur les nouvelles possibilités littéraires offertes par des dispositifs et des technologies comme l'ordinateur et le web.

### Un phénomène culturel

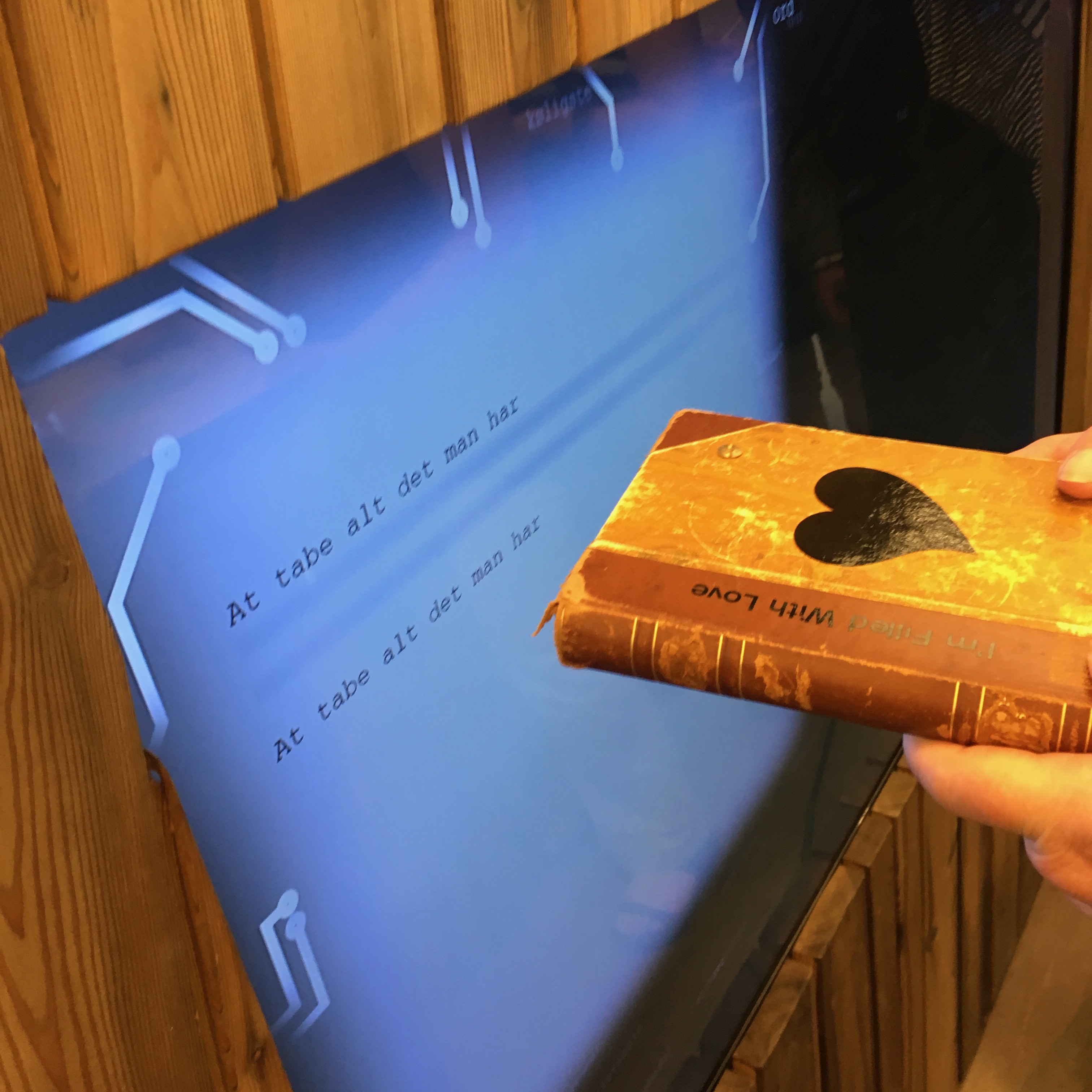
Création littéraire numérique en bibliothèque

Selon Marcello Vitali-Rosati, philosophe italien, le passage de l'expression « littérature électronique » à « littérature numérique » signifie que l'objet étudié s'est lui-même déplacé : plus qu'une littérature utilisant les outils informatiques, la littérature numérique définit un véritable « phénomène culturel », et dépasse donc la question des dispositifs techniques. Ainsi, parce que l'ère numérique « modifie [fondamentalement] nos pratiques et leur sens » et mène ainsi à une culture proprement numérique. Pour Marcello Vitali-Rosati, faire référence à la « littérature numérique » ne permet pas d'« étudier les œuvres littéraires produites grâce à l’informatique, mais de comprendre le nouveau statut de la littérature à l’époque du numérique ». Les textes littéraires classiques appartiennent désormais à une société dite numérique et non manuscrite.
D'après Alexandre Gefen, avec l'émergence du numérique, « la logique des nouveaux supports dans la galaxie Gutenberg est indissociable de tout un écosystème numérique, voire de la mutation de toute une société. » Le numérique ébranle alors les notions d'auteur, de lecteur, ou d'œuvre, et de ce fait, la notion même de littérature.
La littérature numérique ne se limite pas, dans ces définitions, à ce qui est produit par l'informatique, mais comprendrait autant les changements provoqués par la culture numérique sur les publications papier des maisons d'édition traditionnelles que les formes littéraires rendues possibles ou mises de l'avant par le développement des technologies numériques.
Cela amène à divers enjeux. En effet, la littérature à l'époque du numérique est alors le sujet de nombreuses questions. On peut s'interroger sur le rapport entre l'imaginaire et le réel, se questionner sur les frontières entre littérature et réalité. Cela remet également en cause la figure et le statut de l'auteur, qui ne sont peut-être plus les mêmes.

## Formes littéraires numériques

### La littérature générative
Le générateur de texte permet de créer du texte d'après un ensemble de règles prédéterminées.
Pour Jean Clément, les textes créés par la littérature générative comptent moins que la façon dont ils sont créés : « la génération automatique des textes [...] vaut plus pour le processus qu'elle met en œuvre (qui relève de la poétique au sens de construction d'un dispositif textuel) que pour les produits qui en résultent ».

#### Le générateur combinatoire
Le générateur combinatoire construit un texte à partir d'algorithmes en combinant des fragments déjà existants, et c'est souvent un principe aléatoire qui régule l'assemblage des fragments de texte.
La littérature générative s'inscrit dans la lignée de la littérature à contraintes du groupe de l'Ouvroir de littérature potentielle (OULIPO), créé en 1961 par Raymond Queneau et François Le Lionnais. L'approche littéraire de l'Oulipo préfigure celle de la littérature générative puisqu'elle « a une approche mathématique et algorithmique de la littérature. ». À partir d'une même histoire ou d'une même structure, la littérature générative rend possible la variation du texte, comme l'œuvre Cent mille milliards de poèmes de Queneau, un objet-livre qui permet, à l'aide de languettes de texte, de lire jusqu'à cent mille milliards de poèmes. Le collectif créera d'ailleurs plusieurs programmes informatiques à partir de l’œuvre de Queneau.

#### Le générateur automatique
Le générateur automatique, aussi appelé "littéraciel" par Jean-Pierre Balpe et les membres du groupe de L'A.L.A.M.O. (Atelier de Littérature Assistée par la Mathématique et l'Ordinateur), a pour fondement la linguistique structurale, mais repose aussi sur l'analyse structurale du récit (de A. J. Greimas ou C. Brémond) et sur la grammaire générative de Noam Chomsky. En effet, ces travaux auraient ouvert le texte à des « méthodes d’analyse qui décrivent la génération des énoncés en langue sur le modèle d’algorithmes formalisables sur un ordinateur ».
Le générateur automatique permet de construire algorithmiquement du texte à partir d'une banque de mots et de règles informatiques contrôlant l'assemblage de ces mots ; il produit du récit à partir d'un dictionnaire et d'une grammaire. Contrairement au générateur combinatoire, le générateur automatique n'épuise pas ses possibilités et peut produire des textes romanesques ou poétiques entiers et à l'infini. Il a notamment été créé dans les années 1980 par Jean-Pierre Balpe, qui le définit comme « un automate capable de produire en quantité psychologiquement illimitée des objets acceptables dans un domaine de communication antérieurement défini ».

### La poésie numérique

#### L'influence des avant-gardes artistiques duXXesiècle
Selon Philippe Bootz, les avant-gardes artistiques du XXe siècle, parmi lesquelles le futurisme, le dadaïsme, le lettrisme, la poésie concrète, la poésie sonore et le mouvement fluxus, ont bouleversé le monde des arts. Bien que ces mouvements artistiques ne soient pas spécifiquement littéraires, ces avant-gardes, en littérature, ont remis en question la conception même du texte : elles ont ouvert le texte au multimédia tout en permettant à sa signification d'entrer en relation avec son support ou avec son médium.
En cela, elles anticipent plusieurs formes de poésie numérique « par l’usage intensif qu’elles font d’algorithmes " implicites " [...] par l’imbrication des médias, par le développement de pratiques liées au medium (notamment en poésie sonore) ou au dispositif de communication. » En plus de ces influences, Bootz note aussi que les avant-gardes artistiques ont aboli les frontières entre les différents domaines artistiques et qu'elles ont expérimenté sur la langue en la concevant comme un code, ce que fera aussi la littérature numérique.

#### La poésie numérique animée
Phillippe Bootz et la revue Alire sont, en France, parmi les pionniers de la poésie numérique animée, qui utilise l'affichage du texte et les potentialités de l'écran pour produire des effets littéraires et esthétiques.
La poésie numérique animée ne propose pas qu'un texte statique, mais permet au poème de devenir dynamique visuellement, textuellement et formellement. Selon Jean Clément, « elle est totalement indissociable de son support et ne pourrait ni être dite, ni être lue sans perdre l’essentiel de sa substance. »

### La littérature hypertextuelle
Pour un article plus général, voir Hypertexte.
La littérature hypertextuelle propose une structure faite de liens qui permet au lecteur d'orienter par lui-même son parcours de lecture. En cela, la lecture hypertextuelle vise d'abord à octroyer au lecteur un pouvoir de production du sens de l'œuvre ; elle s'oppose ainsi à la lecture linéaire et au sens qui serait imposé par la matérialité du livre papier. Or, il faut aussi noter que la construction de l'hypertexte est en elle-même une forme d'imposition du sens sur le lecteur puisque l'« hyperlien est avant tout inséré par un auteur pour refléter son point de vue concernant la cohérence entre deux ou plusieurs textes ».
La littérature hypertextuelle permet aussi de créer l'impression d'un dialogue entre le lecteur et l'auteur. De même, parce que la participation active du lecteur est sollicitée, elle met en relief la dimension collective et collaborative de la littérature.
Le premier roman hypertextuel est reconnu comme étant Afternoon, a story de Michael Joyce, qui a été créée en 1985 puis diffusé sur une disquette.

### Le web et la littérature
Avec l'émergence et l'utilisation de plus en plus globale du Web, les auteurs ont trouvé un nouveau lieu de publication et de diffusion des œuvres qui permet d'éviter la chaîne éditoriale marchande traditionnelle. La production et la mise en ligne de textes sur le web étant d'autant plus facilitées par les systèmes de gestion de contenu ou par certains blogs, se faire auteur devient très accessible. Sur le web, les lecteurs sont d'ailleurs souvent invités à répondre via des dispositifs permettant l'ajout de commentaires ou toute autre forme de feedback, et l'écart entre le rôle de l'auteur et du lecteur est alors diminué. Les formes de littérature numérique se multiplient et donnent lieu à différentes pratiques comme les blogs d'auteurs, les forums d'écriture ou les fanfictions, qui regroupent des communautés d'utilisateurs.
Or, pour Alexandra Saemmer, beaucoup de ces pratiques d'écritures restent très traditionnelles puisque les potentialités du support numérique ne produisent pas d'effets esthétiques : « le lien hypertexte, outil syntaxique révolutionnaire, n’est utilisé qu’à l’intérieur d’un sommaire facilitant le « feuilletage » ; l’animation textuelle, outil sémantique renouvelant profondément l’aspect graphique de la matière textuelle, y est soit absente, soit se trouve réduite à une fonction de gadget ; les codes de programmation présents sous la surface lisse de l’écran ne jouent qu’un rôle de langage secondaire et invisible. »
Alexandra Saemmer remarque que trois principales formes littéraires numériques se sont déployées sur le web : les hyperfictions (où le lecteur peut ouvrir des fenêtres contextuelles (pop-up) amenant à davantage de descriptions ou d'explications, ou encore à des trames narratives secondaires qui s'ajoutent à la trame narrative principale), les littératures animées (où les lettres s'animent, faisant appel aux modes scénographiques et plastiques pour créer de nouveaux effets de sens) et les littératures programmées (où les codes du programme faisant office de support pour le texte viennent régir le sens).

### La littérature produite sur les réseaux sociaux

#### La twittérature
La twittérature est un mot-valise créé de la fusion des mots « Twitter » et « littérature ». Elle désigne la littérature pratiquée sur le réseau social Twitter (maintenant appelé X). La particularité de cette forme brève d’écriture vient de la limite de caractères par tweet imposée par la plateforme. À l’origine, cette limite était de 140 caractères, mais elle est de 280 caractères depuis la mise à jour de novembre 2017.
Twitter favorise la forme poétique brève tel que le haïku. Sa pratique de manière libre sur Twitter donne naissance à la déclinaison twaïku. Plusieurs concours sont organisés autour de cette nouvelle forme. On retrouve également beaucoup de micropoésie. Des contraintes davantage poussées, liées, par exemple, aux nombres de mots, sont parfois imposées à celle-ci. Elles se propagent notamment avec l’usage du hashtag (#). Ce signe participe également au partage de la poésie à travers le réseau social, voire à créer de vastes corpus de textes rassemblés sous un même hashtag. Cela mène à des associations souvent imprévues et va dans le sens d’une poésie collective et participative.

#### La création littéraire sur Instagram
Contrairement à Twitter, Instagram n’est pas un réseau social d’écriture. La pratique de la création littéraire sur Instagram peut apparaître comme une continuité de la twittérature, en tant que pratique d’écriture littéraire sur un réseau social qui arrive plus tardivement. Sur Instagram, plusieurs stratégies graphiques sont mises en œuvre par les utilisateurs pour publier du texte sur ce réseau social pourtant consacré à l’image.
Dans ces publications, les utilisateurs travaillent le texte de façon à le mettre en lumière visuellement. Ce travail sur une dimension graphique du texte donne lieu à des jeux presque plastiques du texte, parfois à la manière de la poésie graphique, parfois en superposant du texte à une photographie. Ce jeu avec les codes de l’image appliqué à du texte apparaît sous une diversité de stratégies. En travaillant le texte de manière à le rendre visuel, à en faire une image, ces utilisateurs mettent en œuvre dans leurs créations littéraires les spécificités propres à Instagram.
Aujourd’hui, chaque réseau social a en quelque sorte sa logique culturelle. Sur Instagram, le selfie, la mise en scène de soi, le travail du portrait et de l’autoportrait se retrouvent dans les publications à caractère littéraire. Les thèmes de l’écriture du quotidien, de soi et de l’intime semblent se dégager en majorité des textes publiés sur Instagram. Il est possible alors de faire l’hypothèse que le contexte de publication induit le contenu et que le contenu à avoir avec les spécificités du médium.

#### La littérature sur YouTube
La littérature sur YouTube renoue avec l'oralité, avec le vidéopoème, avec le cinéma poétique. On retrouve aussi dans ce champ des archives de lectures poétiques rediffusées en ligne, des critiques littéraires, des journaux filmés et toutes sortes de vidéos hybrides. Pour qualifier ces productions littéraires audiovisuelles conçues et publiées sous la forme de capsules vidéo sur la plateforme YouTube, Gilles Bonnet a proposé en 2018 le terme "littéraTube" dans une notice de "L'Atelier" de Fabula , concept également développé par Érika Fülöp et Gaëlle Théval,. Un répertoire des chaînes littéraires sur Youtube a par ailleurs été établi dès 2019 à l'initiative d'un collectif d'auteurs (dont François Bon, Théo Cabrero, Gwen Denieul, Marie-Anaïs Guégan, Marine Riguet et Franck Senaud).
Les critiques littéraires en vidéo sont souvent regroupées sous le vocable « Booktube ». La production littéraire sur la plateforme de vidéo en ligne permet de penser la création de vidéos comme de la vidéo-écriture.

## Place dans le monde

### Francophonie
Le projet de recherche dédié à la littérature numérique francophone LifraNum liste plus de 1200 œuvres de 730 auteurs et autrices écrivant dans 30 pays différents,. Au Québec, le COLiN (Catalogue des oeuvres littéraires numériques) regroupe 400 oeuvres à dominante littéraire intégrant une importante composante numérique,.